# Dorn (гурт)
Dorn — німецький блек-метал гурт.
Колектив було засновано в 1998 році як соло проект Роберто Лібігом, який до того грав на клавішних у рок-гурті Riger із Франкфурта-на-Одері, Німеччина.
Дебютний альбом Dorn під назвою Falschheit було записано у 2000 році в місті Лінц на студії CCP Records. На всіх інструментах Лібіг грав самостійно.
Альбом отримав позитивні відгуки, тому Лібіг підписав угоду з CCP Records та вийшов зі складу Riger. Після «Falschheit» були «Brennende Kälte» у 2001-му році та Schatten der Vergangenheit у 2002-му. Для випуску альбому Suriel у 2004 році до Лібіга приєдналися Міхаель Вебер (Michael Werber), Сєбаст'ян Зем (Sebastian Ziem), Ларс (Lars) та Ира (Ira). Цим складом колектив гастролював Німеччиною, але у 2005-му році Ларс та Іра покинули гурт. У жовтні 2006-го року Лібіг з Вебером та Земом записують альбом Spiegel der Unendlichkeit, який вийшов 23 лютого 2007 року.

## Дискографія
- 2000: Falschheit
- 2001: Brennende Kälte
- 2002: Schatten der Vergangenheit
- 2004: Suriel
- 2007: Spiegel der Unendlichkeit